# Justiça eletrônica
Justiça eletrônica é a utilização pela Justiça de tecnologias da informação e comunicação em tarefas tais como simplificação e desmaterialização de processos judiciais que tramitam entre tribunais e eliminação e simplificação de atos e procedimentos entre os vários estabelecimentos da área da Justiça.

## Histórico
O Poder Judiciário brasileiro está informatizando o processo judicial. O processo judicial eletrônico, regulamentado pela lei nº 11.419, publicada em dezembro de 2006 e em vigor desde 20 de março de 2007, é definido como a união de circuitos elétrico-eletrônicos ao instrumento de solução estatal de conflitos.
Em outras palavras, representa a forma de processamento de ações judiciais por meio de autos digitais. De acordo com o Juiz Fernando Neto Botelho, integrante da Comissão de Tecnologia da Informação (TI) do TJMG, revoga-se o papel e entra os circuitos eletrônicos na atividade jurisdicional, gerando uma nova realidade da Justiça brasileira.

### No Brasil
- Tramitação de processos judiciais, comunicação de atos e transmissão de peças processuais através do Diário da Justiça Eletrônico;
- O envio de petições, de recursos e a prática de atos processuais em geral por meio eletrônico;
- Intimações feitas por meio eletrônico;
- Redução de despesas.

## Características da Justiça Eletrônica
- Dinamismo;
- Estrategismo;
- Transversalidade;
- Globalização;
- Auto-regulamentação.

## Maiores questões
- Prova de identidade (autoria);
- Garantia de integridade (não adulteração);
- Guarda das provas eletrônicas (IP's, Log's, dados de cadastro, login e dados processuais que ficam digitais).

## Lei de Informatização Judiciário
A Lei 11.419/06, que foi sancionada em dezembro e entrou em vigor no dia 20 de março de 2007, tem origem no Projeto de Lei 5.828/01 aprovadopelo Plenário da Câmara dos Deputados, tendo em vista proposta da Associação dos Juízes Federais do Brasil à Comissão de Legislação Participativa da Câmara dos Deputados.
A nova lei trata da informatização do processo judicial, contendo dispositivos de natureza procedimental, destinados a regulamentar atramitação dos atos processuais por meio eletrônico - tendo em vista a tendência de que, no futuro, toda a comunicação seja facilitada pela disponibilidade da rede mundial de computadores (internet), de custo relativamente baixo.
Com a vigência da Lei 11.419/06, está ocorrendo o fenômeno da migração do paradigma de uma jurisdição alicerçada no suporte "papel", para uma jurisdição tecnológica, baseada em processos digitalmente constituídos.

## Diário da Justiça Eletrônico (DJe)
O Diário da Justiça Eletrônico (DJe) é a nova publicação oficial do STJ. Através dele o Tribunal veiculará, a partir de agora, seus atos judiciais, administrativos e suas comunicações em geral.
O DJe permite o acesso às comunicações oficiais do STJ com mais facilidade e rapidez, sem custos para ambas as partes processuais, que poderão publicar seus documentos. A consulta à versão eletrônica é gratuita. Os atos do Tribunal deixaram de ser veiculados na versão impressa do Diário de Justiça em 29 de fevereiro de 2008.